# Renate Wieland
Renate Wieland (* 24. Juli 1935; † 5. Mai 2017) war eine deutsche Philosophin, Musikpädagogin und Musikwissenschaftlerin.

## Leben
Renate Wieland lebte in Kronberg im Taunus und war Mitglied der Kronberg Academy.
Sie studierte Musik, Germanistik und Philosophie bei Ernst Bloch und Theodor W. Adorno. Von 1970 bis 1977 war sie als Assistentin bei Hermann Schweppenhäuser  an der philosophischen Fakultät der Pädagogischen Hochschule Lüneburg tätig und wurde 1978 bei ihm in Frankfurt am Main promoviert. Ein Schwerpunkt ihres Wirkens war die langjährige Zusammenarbeit mit Jürgen Uhde im „Studio für pianistische Interpretation“.
Ihre Urne wurde auf dem Kronberger Friedhof Thalerfeld beigesetzt.

## Schriften
- Zur Dialektik des ästhetischen Scheins. Vergleichende Studien zu Hegels Phänomenologie des Geistes, der Ästhetik und Goethes Faust II. [= Bd. 203 von Monographien zur philosophischen Forschung] Forum Academicum, Königstein/Ts 1981, ISBN 978-3-445-02172-4
- mit Jürgen Uhde: Denken und Spielen. Studien zu einer Theorie der musikalischen Darstellung. Bärenreiter, Kassel; New York 1988, ISBN 978-3-7618-0690-6
- Schein, Kritik, Utopie. Zu Goethe und Hegel. Edition Text + Kritik, München 1992, ISBN 978-3-88377-419-0
- mit Jürgen Uhde: Forschendes Üben. Wege instrumentalen Lernens. über den Interpreten und den Körper als Instrument der Musik. Bärenreiter, Kassel; New York 2002, ISBN 978-3-7618-1493-2
- mit Jürgen Uhde: Schubert. Späte Klaviermusik. Spuren ihrer inneren Geschichte. Bärenreiter, Kassel 2014, ISBN 978-3-7618-2333-0